# Notopala hanleyi
Notopala hanleyi là một loài ốc nước ngọt lớn trong họ Viviparidae. Nó cũng được phân loại là một loài phụ Notopala sublineata hanleyi.
Loài này đặc hữu Úc và được tìm thấy khắp lưu vực Murray-Darling.
Loài này đã được người ta cho rằng đã tuyệt chủng nhưng đã dược tìm thấy trong đường ống năm 1993.
Nó ăn các chất hữu cơ và các vi sinh vật.